# Маларе
Ма̀ларе (на италиански: Mallare; на лигурски: Malle, Мале) е село и община в Северна Италия, провинция Савона, регион Лигурия. Разположено е на 458 m надморска височина. Населението на общината е 1199 души (към 2011 г.).